# Vassili Iefànov
Vassili Iefànov (rus: Василий Прокофьевич Ефанов)  (Samara, 10 de novembre de 1900 - Moscou, 3 de març de 1978) Vassili Prokófievitx Iefànov va ser un pintor soviètic, conegut principalment pels seus retrats i llenços monumentals. El 1965 va rebre el títol d'Artista del Poble de l'URSS. Des de 1947 era membre de ple dret de l'Acadèmia de les Arts de l'URSS i membre del Partit Comunista de la Unió Soviètica des del 1954. Va guanyar el Premi Stalin en cinc ocasions (1941, 1946, 1948, 1950, 1952).
Va néixer el 23 d'octubre de 1900 a Samara, a una família de petits empresaris. Va estudiar a l'Acadèmia Superior d'Arts i Oficis (1917-1921). Després de diversos intents fallits per entrar a l'Acadèmia de Belles Arts de Leningrad, el 1922 es va traslladar a Moscou, on va treballar a l'estudi d'Abram Arkhípov (1919-1921) i de Dmitri Kardovski (1921-1926).
Va treballar com a escenògraf i com a il·lustrador en diverses editorials. El 1930 es va donar a conèixer pels seus llenços monumentals en l'estil realista soviètic. Retratà a diverses personalitats soviètiques de l'època.